# Odile Akpéné Dédé d'Almeida
Odile Akpéné Dédé d'Almeida (née en 1960) est une pongiste togolaise.

## Carrière
Odile Akpéné Dédé d'Almeida remporte aux Jeux africains de 1978  à Alger la médaille de bronze en simple dames et la médaille d'or en double mixte.